# Hipposcarus longiceps
Hipposcarus longiceps és una espècie de peix de la família dels escàrids i de l'ordre dels perciformes que es troba des de l'est de l'Índic fins a les Illes de la Línia, les Tuamotu, les Illes Ryukyu, la Gran Barrera de Corall i Nova Caledònia.
Els mascles poden assolir els 60 cm de longitud total.